# تفجير بعقوبة 28 يوليو 2004
وقع تفجير بعقوبة في صباح يوم 28 يوليو 2004 قرب سوق محلي ومركز شرطة في مدينة بعقوبة، مركز محافظة ديالى، مستهدفًا المدنيين المتجمعين للتسجيل كمتطوعين في الشرطة. وفقًا لشهود عيان، قاد انتحاري سيارة مفخخة باتجاه الطابور وفجرها، مما أدى إلى انفجار حافلة صغيرة متوقفة بجوار المكان وقتل جميع ركابها البالغ عددهم 21 شخصًا، إضافة إلى مقتل 68 آخرين وإصابة العشرات بجروح متفاوتة.

## خلفية
في عام 2004، كانت بعقوبة واحدة من أبرز معاقل القاعدة في العراق، حيث أعلن التنظيم أنها مركز لعملياته بين أواخر عام 2003 وأوائل 2006، قبل أن تصبح قاعدة مهمة لدولة العراق الإسلامية. شهدت المدينة خلال تلك الفترة هجمات شبه يومية، بما في ذلك عمليات تفجير كبرى في أعوام 2004، و2005، و2008، و2010.

## تفاصيل الحادث
بحسب وزارة الداخلية العراقية آنذاك، كان العشرات من الرجال مصطفين للتسجيل في الشرطة المحلية عندما اندفع الانتحاري بسيارته المحملة بالمتفجرات إلى وسط الحشد. أدى الانفجار إلى تدمير واجهات المباني القريبة واشتعال النيران في المركبات المحيطة، بما فيها الحافلة الصغيرة التي كانت تقل 21 راكبًا. ووفقًا لشهادة أحد شهود العيان، "تحول المكان إلى كتلة من اللهب والدخان في ثوانٍ معدودة".

## ردود الفعل
أدان رئيس الوزراء العراقي المؤقت آنذاك إياد علاوي الهجوم، واعتبره محاولة لإحباط جهود إعادة بناء الأجهزة الأمنية العراقية. كما أشار مسؤولون أمريكيون إلى أن هذه الهجمات كانت تهدف إلى بث الرعب ومنع العراقيين من الانضمام إلى قوات الأمن.